# Schismatoclada coursiana
Schismatoclada coursiana là một loài thực vật có hoa trong họ Thiến thảo. Loài này được Cavaco miêu tả khoa học đầu tiên năm 1968.